# Ernst von der Recke
Ernst Frederik Wilhelm baron von der Recke (Kopenhagen, 14 augustus 1848 –  Ålsgårde, 2 december 1933) was een Deens dichter, (toneel)schrijver en vertaler. In de jaren 1927-1929 werkte hij aan het verzamelen van Deense volkswijsjes.

## Biografie
Von der Recke stamde uit het van oorsprong oud-adellijke geslacht Von der Recke en was een zoon van officier Johan Ditlev Zepelin baron von der Recke (1817-1891) en Eliza Esperance Wallich (1822-1898). Hij studeerde eerst scheikunde maar brak die studie af en wijdde zich aan de letteren. Hij is behalve als letterkundige ook bekend als taalkundige en schreef bijvoorbeeld een studie over de Deense volksliederen. Hij werd negen maal voorgedragen voor de Nobelprijs voor literatuur.
Dr. phil. E.F.W. von der Recke trouwde in 1886 met Anna Petreae Frederikke Reinhard (1855-1921) met wie hij een dochter kreeg: concertzangeres Anoinette (Annette) von der Recke (1888-1941).